# Philoscia incerta
Philoscia incerta är en kräftdjursart som beskrevs av Arcangeli1932. Philoscia incerta ingår i släktet Philoscia och familjen Philosciidae. Inga underarter finns listade i Catalogue of Life.